# Panamerički kup u hokeju na travi za žene 2009.
3. Panamerički kup u hokeju na travi za žene  se održao 2009. godine.
Krovna međunarodna organizacija pod kojom se održalo ovo natjecanje je bila Panamerička hokejska federacija.

## Mjesto i vrijeme održavanja
Održao se u bermudskom gradu Hamiltonu od 7. do 15. veljače 2009.
Mjesto održavanja je bio Nacionalni športski centar u Hamiltonu.

## Natjecateljski sustav
Ovaj kup je ujedno bio i izlučnim natjecanjem za SP 2010. u Rosariju, u Argentini. Pobjednice su stjecale izravno pravo sudjelovanja na SP.
Natjecanje se igralo u dva dijela. U prvom dijelu se igralo po ligaškom sustavu u dvjema skupinama. Za pobjedu se dobivalo 3 boda, za neriješeno 1 bod, a za poraz nijedan bod. 
U drugom dijelu se doigravalo za poredak. Igrala se po jedna utakmica. 3. i 4. djevojčad iz obiju skupina su unakrižno doigravale za poredak od 5. do 8. mjesta. Pobjednice u unakrižnim susretima su igrale za 5., a poražene za 7. mjesto. 1. i 2. djevojčad iz obiju skupina su unakrižno doigravale za poredak od 1. do 4. mjesta. Pobjednice susreta poluzavršnice su igrale završnicu, za zlatno odličje, a poražene su igrale susret za brončano odličje.
Od prvotnih sudionica je odustao Barbados.

## Sastavi

### Argentina
Rocio Sanchez Moccia, Daniela Sruoga, Macarena Abente Gaydou, Gabriela Aguirre, Belén Succi (vratarka), Victoria Villalba, Victoria Zuloaga, Laura Aladro (vratarka), Inés Arrondo, Noel Barrionuevo, Silvina D'Elia, Ivana Dell' Era, Gisele Kañevsky, Rosario Luchetti (kapetanica), Delfina Merino, Sol Parral, Carla Rebecchi, Yanina Rojas. 

Trener: Gabriel Minadeo

### Čile
Catalina Thiermann, Carolina Varas, Javiera Villagra, Catalina Cabach, Camila Caram, Daniela Caram, María Jose Fernández, Cristine Fingeruth, Francisca Flores, Camila Infante, Denise Infante, Paula Infante, Carla Manetti, Fernanda Rodríguez, Claudia Schüler (vratarka), Alexandra Sclabos, Sofia Walbaum, Michelle Wilson (kapetanica).

Trener: Diego Amoroso

### Kanada
Katie Begley Baker, Thea Culley, Shannon Elmitt, Tyla Flexman, Stephanie Jameson, Anna Kozniuk, Azelia Liu (vratarka), Abigail Raye, Diana Roemer, Katie Rushton, Amanda Stone (vratarka), Jessalyn Walkey, Natalie Wise, Sarah Macaulay, Tiffany Michaluk, Stephanie Nesbitt (kapetanica), Meggan Hunt Oliver, Cailie O'Hara.

Trener: Louis Mendonca

### SAD
Rachel Dawson, Caroline Nichols, Lauren Powley, Kayla Bashore, Lauren Crandall, Katie Reinprecht, Dina Rizzo, Heather Schnepf, Sara Silvetti, Kelly Smith, Tiffany Snow, Amy Tran (vratarka), Barbara Weinberg (vratarka), Sarah Dawson, Katie Evans, Jesse Gey, Claire Laubach, Carrie Lingo (kapetanica). 

Trener: Lee Bodimeade

## Natjecanje

### Prvi dio - natjecanje u skupini
- skupina "A"

U skupini "A" su igrale Argentina, Bermudi, Kanada te Trinidad i Tobago.
| 7. veljače 2009. 14:00                                                                        |       |                    |                                 |
| Argentina                                                                                     | 7 : 1 | Trinidad i Tobago  | Suci: Wendy Stewart Amy Hassick |
| Luchetti 6.' 29.' Barrionuevo 14.' (k.u/k) 24.' (k.u/k) 68.' (k.u/k) Sruoga 49.' 70.' (k.u/k) |       | Wynne 20.' (k.u/k) | Suci: Wendy Stewart Amy Hassick |

| 7. veljače 2009. 16:00 |        |         |                                      |
| Kanada | 10 : 0 | Bermudi | Suci: Claudia Videla Kang-Hyun Young |
| Rushton 10.' Nesbitt 15.' 35.' 55.' Roemer 22.' (k.u.) O'Hara 31.' Walkey 36.' Jameson 39.' (k.u/k) Michaluk 48.' Culley 66.' |        |         | Suci: Claudia Videla Kang-Hyun Young |

| 8. veljače 2009. 14:30                                                                                |       |         |                                         |
| Trinidad i Tobago                                                                                     | 7 : 0 | Bermudi | Suci: Arely Castellanos Irene Presenqui |
| Siu Butt 24.' 45.' Wynne 29.' (k.u/k) Aming 52.' (k.u/k) 55.' (k.u/k) 67.' (k.u/k) James 60.' (k.u/k) |       |         | Suci: Arely Castellanos Irene Presenqui |

| 8. veljače 2009. 16:30                                              |       |        |                                 |
| Argentina                                                           | 4 : 0 | Kanada | Suci: Jean Duncan Frances Block |
| Barrionuevo 13.' (k.u.) 18.' (k.u/k) Sruoga 50.' (k.u/k) Rojas 68.' |       |        | Suci: Jean Duncan Frances Block |

| 11. veljače 2009. 16:00             |       |                                  |                                     |
| Trinidad i Tobago                   | 3 : 2 | Kanada                           | Suci: Arely Castellanos Jean Duncan |
| Siu Butt 7.' 62.' (k.u.) Layne 24.' |       | Walkey 45.' (k.u/k) 65.' (k.u/k) | Suci: Arely Castellanos Jean Duncan |

| 11. veljače 2009. 18:00 |        |         |                                   |
| Argentina | 25 : 0 | Bermudi | Suci: Ayanna McLean Frances Block |
| Villalba 4.' Rojas 7.' 61.' Kañevsky 9.' Barrionuevo 14.' (k.u/k) 43.' (k.u/k) 46.' (k.u/k) 55.' (k.u/k) 58.' (k.u/k) Rebecchi 17.' (k.u/k) 29.' 47.' 52.' (k.u/k) 53.' 67.' Merino 20.' (k.u/k) Abente 32.' 33.' 38.' 45.' 60.' Luchetti 35.' (k.u/k) Zulouaga 39.' Arrondo 50.' (k.u/k) D'Elia 63.' (k.u/k) |        |         | Suci: Ayanna McLean Frances Block |

Završna ljestvica skupine "A":
| Djevojčad         | Ut | Pb | N | Pz | Pr | Ps | RP  | Bod |
| ----------------- | -- | -- | - | -- | -- | -- | --- | --- |
| Argentina         | 3  | 3  | 0 | 0  | 36 | 1  | +35 | 9   |
| Trinidad i Tobago | 3  | 2  | 0 | 1  | 11 | 9  | +2  | 6   |
| Kanada            | 3  | 1  | 0 | 2  | 12 | 7  | +5  | 3   |
| Bermudi           | 3  | 0  | 0 | 3  | 0  | 42 | −42 | 0   |

- skupina "B"

U skupini "B" su igrale Čile, Jamajka, Meksiko i SAD.
| 7. veljače 2009. 09:30 |        |         |                                   |
| SAD | 10 : 0 | Jamajka | Suci: Jean Duncan Irene Presenqui |
| Crandall 10.' (k.u/k) 25.' (k.u/k) Smith 18.' Gey 26.' Rizzo 34.' (k.u/k) S. Dawson 41.' R. Dawson 45.' (k.u/k) 53.' (k.u/k) Lingo 56.' (k.u/k) Reinprecht 68.' |        |         | Suci: Jean Duncan Irene Presenqui |

| 7. veljače 2009. 11:30                                                                    |       |                          |                                  |
| Čile                                                                                      | 6 : 1 | Meksiko                  | Suci: Frances Block Emma Simmons |
| D. Infante 19.' 30.' Villagra 21.' D. Caram 29.' (k.u.) Thiermann 68.' Wilson 69.' (k.u.) |       | Cota Felipe 70.' (k.u/k) | Suci: Frances Block Emma Simmons |

| 8. veljače 2009. 10:30 |       |                                                                                       |                                     |
| Jamajka                | 1 : 4 | Meksiko                                                                               | Suci: Ayanna McClean Claudia Videla |
| Grant 31.' (k.u/k)     |       | Castillo Marín 35.' (k.u.) 65.' Navarro Hernández 57.' (k.u/k) Paredes Rodríguez 60.' | Suci: Ayanna McClean Claudia Videla |

| 8. veljače 2009. 12:30        |       |      |                                     |
| SAD                           | 2 : 0 | Čile | Suci: Wendy Stewart Kang-Hyun Young |
| Smith 21.' Lingo 34.' (k.u/k) |       |      | Suci: Wendy Stewart Kang-Hyun Young |

| 10. veljače 2009. 16:00 |       |                                       |                                     |
| Jamajka                 | 0 : 2 | Čile                                  | Suci: Amy Hassick Arely Castellanos |
|                         |       | D. Infante 17.' (k.u/k) D. Caram 18.' | Suci: Amy Hassick Arely Castellanos |

| 10. veljače 2009. 18:00                                                  |       |         |                                    |
| SAD                                                                      | 6 : 0 | Meksiko | Suci: Emma Simmons Irene Presenqui |
| Snow 3.' (k.u/k) 47.' 55.' Powley 27.' R. Dawson 43.' (k.u/k) Smith 52.' |       |         | Suci: Emma Simmons Irene Presenqui |

Završna ljestvica skupine "B":
| Djevojčad | Ut | Pb | N | Pz | Pr | Ps | RP  | Bod |
| --------- | -- | -- | - | -- | -- | -- | --- | --- |
| SAD       | 3  | 3  | 0 | 0  | 18 | 0  | +18 | 9   |
| Čile      | 3  | 2  | 0 | 1  | 8  | 3  | +5  | 6   |
| Meksiko   | 3  | 1  | 0 | 2  | 5  | 13 | −8  | 3   |
| Jamajka   | 3  | 0  | 0 | 3  | 1  | 16 | −15 | 0   |

## Doigravanje

### za poredak od 5. – 8. mjesta
| 13. veljače 2009. 15:30 |               |         |                                         |
| Kanada                  | 1 : 0 (prod.) | Jamajka | Suci: Arely Castellanos Kang-Hyun Young |
| Jameson 80.' (k.u.)     |               |         | Suci: Arely Castellanos Kang-Hyun Young |

| 13. veljače 2009. 18:00 |       |                                                                                              |                                     |
| Bermudi                 | 0 : 5 | Meksiko                                                                                      | Suci: Ayanna McClean Claudia Videla |
|                         |       | Paredes Rodríguez 11.' Flores Hernández 24.' Castillo Marín 28.' 32.' Navarro Hernández 56.' | Suci: Ayanna McClean Claudia Videla |

- za 7. mjesto

| 15. veljače 2009. 09:00 |       |         |                                      |
| Jamajka                 | 2 : 0 | Bermudi | Suci: Claudia Videla Kang-Hyun Young |
| Reid 28.' Russell 38.'  |       |         | Suci: Claudia Videla Kang-Hyun Young |

- za 5. mjesto

| 15. veljače 2009. 11:00                                                                                                  |        |                        |                                |
| Kanada | 10 : 1 | Meksiko                | Suci: Emma Simmons Amy Hassick |
| Baker 4.' O'Hara 10.' Culley 13.' 17.' (k.u/k) 26.' 40.' Wise 23.' (k.u/k) Elmitt 30.' (k.u/k) 35+.' (k.u/k) Walkey 65.' |        | Navarro Hernández 56.' | Suci: Emma Simmons Amy Hassick |

### Za odličja
- poluzavršnica

| 14. veljače 2009. 12:00 |       |      |                                 |
| Argentina               | 1 : 0 | Čile | Suci: Wendy Stewart Amy Hassick |
| Sruoga 56.' (k.u/k)     |       |      | Suci: Wendy Stewart Amy Hassick |

| 14. veljače 2009. 14:30 |       |                                                                                                 |                                  |
| Trinidad i Tobago       | 0 : 7 | SAD                                                                                             | Suci: Frances Block Emma Simmons |
|                         |       | Snow 6.' Reinprecht 12.' Lingo 37.' (k.u/k) 59.' (k.u/k) Bashore 44.' S. Dawson 64.' Evans 68.' | Suci: Frances Block Emma Simmons |

- za brončano odličje

| 15. veljače 2009. 14:00        |       |                   |                                     |
| Čile                           | 2 : 1 | Trinidad i Tobago | Suci: Wendy Stewart Irene Presenqui |
| Rodríguez 37.' D. Infante 49.' |       | Wynne 3.' (k.u/k) | Suci: Wendy Stewart Irene Presenqui |

- za zlatno odličje

| 15. veljače 2009. 16:30                                                                                                  |                              | |                                 |
| Argentina | 2 : 2 (7 : 6) (raspucavanje) | SAD | Suci: Jean Duncan Frances Block |
| Rebecchi 9.' Luchetti 39.' raspucavanje Barrionuevo Luchetti Arrondo Aguirre Rebecchi ----- Barrionuevo Luchetti Arrondo |                              | Lingo 29.' (k.u/k) Lingo64.' raspucavanje Rizzo Bashore R. Dawson Nichols Snow ----- Nichols Snow R. Dawson | Suci: Jean Duncan Frances Block |

## Završni poredak
| Mj. | Djevojčad         |
| --- | ----------------- |
| 1.  | Argentina         |
| 2.  | SAD               |
| 3.  | Čile              |
| 4.  | Trinidad i Tobago |
| 5.  | Kanada            |
| 6.  | Meksiko           |
| 7.  | Jamajka           |
| 8.  | Bermuda           |

| Osvajačice Panameričkog kupa 2009. |
| ---------------------------------- |
| Argentina Treći naslov             |

## Nagrade i priznanja
| najbolji strijelac | najbolja igračica | najbolja vratarka |
| ------------------ | ----------------- | ----------------- |
| Noel Barrionuevo   | Carla Rebecchi    | Claudia Schüler   |

## Vanjske poveznice
- (engl.) PAHF-ove službene stranice  Arhivirana inačica izvorne stranice od 2. listopada 2009. (Wayback Machine)